# Dschaida (qiyan)
Dschaida, död efter 945, var en hamdanidisk qiyanpoet och -musiker.
Hon var slav till Aleppos emir Sayf al-Dawla (regent 945–967).
Dschaida beskrivs som en begåvad poet och sångerska. Förutom sin egen poesi och kompositioner använde hon bland annat Abdallah ibn al-Mu'tazzs poesi. Enligt en rapport i al-Tha'alibi kan Hamdanid-emiren Saif al-Daula ha träffat Jaedah i Bagdad vid ett evenemang som hölls av slavsångare, som han senare köpte. Under sina framträdanden brukade hon närvara i Saif al-Daulas mötesrum, åtskild från gästerna av en gardin, medan hennes mästare, Saif al-Daula, vanligtvis var på hennes sida av gardinen. 
I klassisk arabisk litteratur nämns hon bland annat i Ibn Fadlallah al-Umaris (1301–1349) huvudverk, lexikonet Masālik al-abṣār fī mamālik al-amṣār, i hans kapitel om kända sångarslavar.